# Liberty Township (comté de Daviess, Missouri)
Liberty Township est un township du comté de Daviess dans le Missouri, aux États-Unis,.
Il est fondé en 1869.

## Source de la traduction
- (en) Cet article est partiellement ou en totalité issu de l’article de Wikipédia en anglais intitulé « Liberty Township, Daviess County, Missouri » (voir la liste des auteurs).